# Unidad periférica de Atenas Septentrional
Atenas Septentrional (en griego Περιφερειακή ενότητα Βορείου Τομέα Αθηνών) es una unidad periférica de Grecia. Forma parte de la periferia de Ática y cubre la parte septentrional de la zona metropolitana de Atenas.

## División
La unidad periférica de Atenas Septentrional se creó en 2011 como división de la antigua prefectura de Atenas, como parte de las reformas del plan Calícrates. Se subdivide en 12 municipios (en paréntesis el número de referencia del mapa):
- Agía Paraskeví (3)
- Amarusio (8)
- Calandria (35)
- Filothei-Psykhikó (33)
- Irákeio (17)
- Kifisiá (21)
- Lykovrisi-Pefki (22)
- Metamórfosi (23)
- Nea Ionía (25)
- Papagou-Kholargos (28)
- Penteli (29)
- Vrilísia (9)